# Super 8 Stories
 (срп. Приче супер осмице) је филм из 2001. године српског режисера и сценаристе Емира Кустурице. Овај филм је документарног жанра и говори о познатој групи Emir Kusturica & the No Smoking Orchestra.

## Награде
Филм је добио награду на међународном фестивалу документарног филма у Санкт Петербургу „Златни кентаур” 2001. године.